# فيودور بوغدانوفسكي
فيودور فيودوروفيتش بوغدانوفسكي (الروسية: Фёдор Фёдорович Богдановский 16 أبريل 1930 - 2 أكتوبر 2014) لاعب رافع أثقال سوفيتي. بين عامي 1954 و 1959 فاز بميدالية ذهبية أولمبية وأربعة ألقاب أوروبية وخمس ميداليات فضية في بطولة العالم ، وخسر أمام بيت جورج أو تومي كونو. وضع ثمانية أرقام قياسية عالمية مصدق عليها ، خمسة في الصحافة وثلاثة في المجموع.
تولى فيودور رفع الأثقال في عام 1948 وتقاعد في عام 1963. ثم قام بتدريب رافعي الأثقال في سانت بطرسبرغ ، وفي السبعينيات عمل مع فريق رفع الأثقال السوفيتي.